# Aapravasi Ghat
Aapravasi Ghat är ett förfallet byggnadskomplex i staden Port Louis i Mauritius. På hindi betyder Aapravasi Ghat ungefär immigrationskontor vilket också var det anläggningen användes till. Hit kom arbetare från Indien som ville jobba i landet. De flesta fick när de anlände gå uppför 14 trappsteg vid kajen, något som fick symbolisera att man nu började ett nytt liv. Totalt kom närmare en halv miljon till Mauritius från år 1849 då kontoret byggdes till i slutet av 1920-talet.
En del skickades vidare till andra brittiska kolonier, men de flesta stannade kvar på Mauritius som "fria" arbetare. Ättlingarna till dessa immigranter utgör idag 68 % av landets befolkning.

## Historia
Efter att slaveri förbjudits, startade Brittiska imperiet 1834 ett ambitiöst projekt att ersätta afrikanska slavar med arbetskraft från andra länder, främst Indien. 
Ön Mauritius var den första plats man genomförde planen. Komplexet grundades 1849. Av detta återstår entréporten, en del av sjukhuset, immigrationsskjul, servicekontor, och de ovan nämnda trappstegen. 

## Ett världsarv
På grund av "oönskade ändringar på 1990-talet" och brist på dokumentation för jämförbara platser i Réunion, Trinidad och Durban, avslog ICOMOS Tanzanias nominering i april 2006. Världsarvskommittén beslutade ändå att i juli samma år att sätta upp Aapravasi Ghat på världsarvslistan.